# Принсеза до Солимоес
Принсеза до Солимоес (на португалски: Princesa do Solimões Esporte Clube, Принсеза до Солимоес Ешпорте Клубе) е бразилски футболен клуб от град Манакапуру, щат Амазонас. 

## История
Клубът е основан на 18 август 1971 г. Принсеза до Солимоес се състезава в Бразилия Серия B през 1989 година, където са елиминирани в първия етап на състезанието. Те печелят Кампеонато Амазонензе за първи път през 2013 г.

## Стадион
Домакинските си мачове играе на Общинския Олимпийски стадион „с прякор Жилбертао“ с капацитет от 15 000 места.

## Успехи
- Кампеонато Амазонензе:
  -  Шампион (1): 2013
- Торнео Инисио де Амазонас:
  -  Шампион (2): 1997, 2007
- Копа Амазонас:
  -  Носител (4): 1995, 1997, 2013, 2014

## Известни футболисти
- Марселиньо (2023- )